# Турбина Уэльса

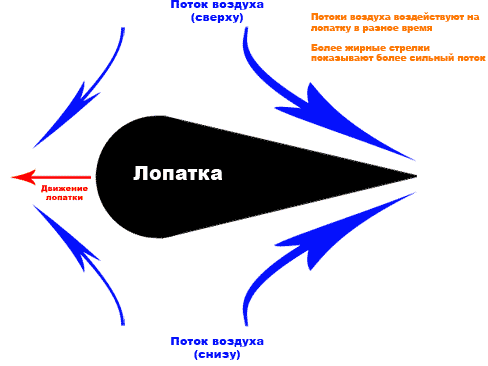
Принцип работы лопаток турбины

Турбина Уэльса (Уэллса) (англ. Wells turbine) — воздушная турбина низкого давления имеющая симметричную аэродинамическую поверхность лопаток, позволяющую им вращаться всегда в одну сторону, независимо от направления потока воздуха или жидкости. Это достигается тем, что рабочее тело попадая на лопатку разделяется непропорционально — отклонение рабочего тела в одну сторону всегда больше чем в другую. Принцип работы турбины Уэльса схож с принципом подъёма крыла самолета. А форма лопатки схожа с формой лопаток ротора Дарье.
Использование этой двунаправленной турбины позволяет отказаться от потребности исправлять воздушный поток сложными и дорогими системами запорных клапанов. Наибольшее распространение турбина Уэльса получила в электростанциях колеблющегося водяного столба (англ. oscillating-water-column wave power plants).
Однако эффективность турбины Уэльса ниже, чем у турбины с постоянным направлением воздушного потока и асимметричной аэродинамической поверхностью, так как первая имеет более высокий коэффициент лобового сопротивления, чем асимметричная. Кроме того, в турбине Уэльса профиль лопатки используется с большим углом атаки. Большой угол атаки вызывает состояние, известное как «сваливание» (англ. "stall"), в которой аэродинамическая поверхность теряет подъём. Эффективность турбины Уэльса в колеблющемся потоке достигает значений равных 40-70 %.
Турбина была разработана Аланом Уэльсом (англ. Alan Wells), профессором Королевского Университета Белфаста (англ. Queen's University Belfast) в конце 1970-х годов.

## Применение турбины
Турбина Уэльса применяется для:
- Приливных электростанций (OWC, Oscillating Water Column — Осциллирующая водяная колонна): [1] набегающие волны (прилив и отлив) способны вытеснять (засасывать) воздух из трубы установленной вертикально ниже уровня воды. Воздух устремляется через турбину Уэльса, которая в свою очередь соединена с электрогенератором.
  - Caisson-type Oscillating Water Column. Установка разработана в Port and Harbor Research Institute of the Ministry of Transport. Испытывалась в Японском море у порта Саката в префектуре Ямагата.
- Ветрогенераторов (ВЭУ, ветроэлектрическая установка):
  - ВЭУ Osprey I. Установка разработана и сконструирована в 1995 году фирмой Applied Research and Technology. Находилась в Шотландии неподалёку от Даунрея. Была уничтожена штормом. Максимальная мощность — 2 МВт с сдвоенной турбиной Уэльса. В 1999 году началась постройка ВЭУ Osprey II.
  - Береговая ВЭУ по типу OWC на острове Пику (Азорские острова) принадлежащему Португалии. Воздуховод для воздушной турбины Уэльса имеет диаметр 2,3 м. Максимальная мощность — 0,5 МВт.
  - ВЭУ по типу многорезонансных OWC с турбиной Уэльса около острова Тривандрум в Индии. Построена в 1997 году. Мощностью в 150 кВт.